# ورم وعائي قرني
وَرَمٌ وِعَائيٌّ قَرْنِيٌّ(بالإنجليزية: Angiokeratoma)، المَعروف أيضًا باسم ورم وعائي جلدي مع تقرّن هو نوع من الأمراض الجلدية التي تظهر على شكل علامات أو حطاطات صغيرة حمراء أو أرجوانية أو سوداء، تتكون من أوعية دموية متوسعة مغطاة بمنطقة من فرط التقرن، مما يمنحها مظهرًا مشابها للثؤلول.
بعتبر هذا الورم من أعراض مرض فابري.